# Dendrophryniscus krausae
Dendrophryniscus krausae es una especie de anfibio anuro de la familia Bufonidae.

## Distribución geográfica
Esta especie es endémica del estado de Rio Grande do Sul en Brasil. Se encuentra en Maquiné y Cambará do Sul entre los 800 a 870 metros sobre el nivel del mar en la Serra Geral.

## Descripción
Los machos miden de 19 a 21 mm y las hembras miden de 20 a 24 mm.

## Etimología
Esta especie lleva el nombre en honor a Ligia Steyer Krause.

## Publicación original
- Cruz & Fusinatto, 2008: A new species of Dendrophryniscus, Jiménez de la Espada, 1871 (Amphibia, Anura, Bufonidae) from the atlantic rain forest of Rio Grande do Sul, Brazil. South American Journal of Herpetology, vol. 3, n.º 1, p. 22-26[6]